# Pseudanthias charleneae
Pseudanthias charleneae is een straalvinnige vissensoort uit de familie van zaag- of zeebaarzen (Serranidae). De wetenschappelijke naam van de soort werd voor het eerst geldig gepubliceerd in 2008 door Allen & Erdmann.